# Bahnhof Seligenstadt (bei Würzburg)
Der Bahnhof Seligenstadt (bei Würzburg), abgekürzt nach dem Betriebsstellenverzeichnis Seligenstadt (b Würzburg), ist ein Bahnhof in der Gemeinde Prosselsheim.

## Geschichte
In frühen Planungen der Ludwigs-Westbahn von 1845 war eine „Anhaltstelle“ bei Oberpleichfeld geplant, da von da die Straße nach Prosselsheim und Volkach führte (heute abschnittsweise die Kreisstraße WÜ 3). Nach der Planungsrevision am Anfang der 1850er Jahre wurde auf „allerhöchste Bestimmung“ hin stattdessen im Sattel zwischen den Bächen Pleichach und Landleite die Station Seligenstadt nördlich des Guts Seligenstadt gebaut, die verkehrsgünstiger an der Distriktsstraße Würzburg–Kürnach–Prosselsheim–Volkach–Gerolzhofen (heute abschnittsweise Staatsstraße 2260) lag.
Die Königlich Bayerischen Staatseisenbahnen übergaben den Bahnhof Seligenstadt am 1. Juli 1854 als Zwischenbahnhof des Abschnitts Schweinfurt–Würzburg der Ludwigs-Westbahn (heute abschnittsweise Bahnstrecke Bamberg–Rottendorf) dem Betrieb.
Mit der Inbetriebnahme der Bahnstrecke Seligenstadt–Volkach wurde Seligenstadt 1909 zum Trennungsbahnhof.
Zur Unterscheidung vom Bahnhof Seligenstadt (Hess) erhielt die Betriebsstelle spätestens 1914 den Zusatz bei Würzburg.
Der Bahnhof war mit drei mechanischen Stellwerken der Bauform Vögele ausgestattet: einer Befehlsstelle und zwei Wärterstellwerken.
1962 wurden die mechanischen Stellwerke durch das Relaisstellwerk Sf ersetzt. Beim 1984 in Betrieb genommenen Zentralstellwerk Whf in Würzburg Hauptbahnhof war vorgesehen, eine Fernsteuerung des Stellwerks Sf einzurichten. Stattdessen wurde das Relaisstellwerk im Oktober 2012 durch ein nicht besetzbares elektronisches Stellwerk ersetzt, das von einem elektronischen Stellwerk aus der Betriebszentrale München ferngesteuert wird.
1998 demontierte die Deutsche Bahn die Abzweigweiche der Strecke nach Volkach und baute den Bahnhof zum Zwischenbahnhof zurück.
Das Empfangsgebäude ist als Baudenkmal in die Bayerische Denkmalliste eingetragen. Die Deutsche Bahn verkaufte es 2007 an die Immobiliengesellschaft Patron Capital.
Im Rahmen der Reaktivierung der Strecke nach Volkach ist eine Wiedereinbindung der Strecke in den Bahnhof vorgesehen, der damit wieder zum Trennungsbahnhof würde. Die Mittel für die mit der Einbindung der Mainschleifenbahn in die Hauptbahn in Seligenstadt nötigen Umbauten sowie für eine Blockverdichtung Richtung Rottendorf wurde aus Bundesmitteln nach Leistungs- und Finanzierungsvereinbarung Anlage 8.7 in Aussicht gestellt. Der Wiedereinbau der Abzweigweiche soll von der Mainschleifenbahn-Infrastruktur-GmbH und der DB InfraGO jeweils zur Hälfte finanziert werden. Die DB InfraGO übernahm die Planungen und sagte eine Fertigstellung bis 2028 zu.

## Haltepunkt Seligenstadt Mainschleifenbahn
Der Haltepunkt Seligenstadt Mainschleifenbahn ist ein Haltepunkt mit einem Bahnsteig, der etwa 300 Meter nördlich des Bahnhofs zwischen den beiden Strecken liegt. Dieser wurde aufgrund der fehlenden Verbindung der Strecke nach Volkach in den Bahnhof angelegt, um auf dieser Strecke unter dem Namen Mainschleifenbahn als Museumsbahn wieder Verkehr durchzuführen.

## Verkehr
Der Bahnhof wird im Stundentakt, mit zusätzlichen Verstärkern zur Hauptverkehrszeit, von Regionalbahn-Zügen der Linie RB 53 bedient.
Am Haltepunkt Seligenstadt Mainschleifenbahn beginnen und enden an Betriebstagen der Mainschleifenbahn deren Museumszüge.
| Linie             | Verlauf                                                                                   |
| ----------------- | ----------------------------------------------------------------------------------------- |
| RB 53             | Bamberg – Schweinfurt – Seligenstadt – Würzburg – Gemünden (Main) – Jossa (– Schlüchtern) |
| Mainschleifenbahn | Seligenstadt Mainschleifenbahn – Prosselsheim – Eisenheim – Escherndorf – Volkach-Astheim |

Im Jahr 2018 lag die durchschnittliche werktägliche Anzahl Ein- und Aussteiger im Bahnhof zwischen 100 und 250.